# Mikrodermabrazija
Mikrodermabrazija (MDA) je kozmetička procedura koja se koristi kao sredstvo za podmlađivanje lica, koji  ne treba mešati sa dermabrazijom jer je nehirurški i nemedicinski već kozmetički postupak.  Tretman nije bolan i nije potrebno vremena za oporavak. Nakon tretmana koža može biti izvesno vreme blago ružičasta. Ova promena brzo nestaje, a koža lica poprima gladak mekši i sjajniji izgled.
Tretmani mikrodermabrazije, ne izvode lekari već medicinske sestre, estetičari, medicinski asistenti  u kozmetičkom salonu, spa centriu i slično,  a u poslednje vreme i stručno neobrazovane osobe u svojim domovima.  Iako je MDA relativno benigni postupak sa minimalnim komplikacijama, svi davaoci usluga treba da se obuče o pravilnoj tehnici, pogodnostima i rizicima postupka. Analiza bolesti, uključujući alergije, treba dokumentovati pre početka postupka. Treba postaviti odgovarajuća očekivanja, a pacijente treba obavestiti da će biti potrebno nekoliko tretmana da bi se postigli željeni rezultati. Kako se kod nekih pacijenta mogu javiti  petehijalna krvarenja i crvenilo odmah nakon postupka, tretmane treba izbegavati najmanje dve sedmice pre značajnih životnih događaja (npr venčanja) Pravilna sterilizacija opreme za MDA je neophodna da bi se spriječilo prenošenje infektivnih bolesti s jednog pacijenta na drugog. Pacijente treba savetovati da koriste kremu za sunčanje kada su napolju najmanje jednu nedelju nakon procedure. Za osobe sa kožnim stanjima koja ne podležu MDA  opravdano je upućivanje dermatologu.

## Anatomija i fiziologija
Koža se sastoji od pet slojeva, od kojih je svaki sa različitim svojstvima, Prelazeći od površinog ka  subljim slojevima, oni su sledeći:
- Stratum corneum
- Stratum lucidum
- Stratum granulosum
- tratum spinosum
- Stratum basale

Mikrodermabrazija uklanja stratum corneum, najpovršniji sloj epidermea. Međutim mikrodermabrazija utiče i na dublje slojeve epiderma i dermisa, i izaziva:
- preuređenje melanozoma u bazalnog sloju epiderma,
- spljoštenost dermalno-epidermalnm sastava,
- povećanva gustinu vlakana kolagena na dermalno-epidermalnom spoju,
- vaskularnu ektazija u retikularnom dermisu.[8]  Mikrodermabrazija takođe utiče na regulaciju faktora transkripcije  i zarastanja rana, kao i na dejstvo metaloproteinaza matriksa u dermisu.[9]

## Vrste
Postoje dva glavne vrste mikrodermabrazione na osnovu primenjene tehnike: mikrodermabrazija kristalom i mikrodermabrazija dijamantskim vrhom u kojima se koristi mašinsko usisavanje za nežno podizanje kože tokom pilinga i brzo oslobađanje površine kože gornjih slojeve kožnih ćelija.
Tradicionalno, mikrodermabrazijska tehnika kristalom uključuje pumpu, priključnu cev, ručnicu i vakuum. Dok pumpa stvara protok inertnih kristala pod visokim pritiskom (aluminijum oksid, magnezijum oksid, natrijum hlorid ili natrijum bikarbonat) koji vrše abrazuju kožu, vakuum pumpa uklanja kristale i vrši piling ćelije kože. Alternativno, inertni kristali se mogu zameniti hrapavom površinom ili dijamantskim vrhom, koji se primenjuje u sistemu dijamantske mikrodermabrazijae.
Za razliku od starijeg mikrodermabrazijskog sistema zasnovanog na primeni kristala, dijamantska mikrodermabrazija ne stvara čestice iz kristale koje pacijent može udisati kroz nos ili se dospeti  u oči. Stoga se smatra da dijamantska mikrodermabrazija ima veću sigurnost za upotrebu na područjima oko očiju i usana. U načelu, što je sporije kretanje mikroradmabrazijske ručice po koži i što je veći broj prolazaka preko kože, dublji je tretman kože.  
Jedna od najsigurnijih metoda mikrodermabrazije uključuje upotrebu kristala korunduma ili aluminijum-oksida suspendovanih u antioksidacijskoj kremi. Ova verzija mikrodermabrazije je generalno najisplativija jer uključuje upotrebu malog ručnog alata za negu kože umesto skupe opreme koju koriste salon. Ova metoda mikrodermabrazije dobila je veliku popularnost početkom 2000-ih i danas je široko dostupna.

## Opšte informacije
Mikrodermabrazija je nežan kozmetički postupak koji koristi mehanički medijum za piling kako bi se uklonio najpovršniji sloj mrtvih ćelija kože iz epiderme. To je neinvazivni postupak i može ga u nemedicinskim ustanovama obavljati obučen stručnjak za negu kože. Može se izvoditi i kod kuće uz bprimenu različite proizvode koji su dizajnirani za mehaničku piling kože. Mnogei kozmetički aparati i maparati za kućnu upotrebu koriste podesivo usisavanje da bi poboljšali efikasnost alata za abraziju.
Mikrodermabrazija se smatra relativno jednostavnim, lakim, bezbolnim, neinvazivnim postupkom podmlađivanja kože. Obično za mikrodermabraziju nisu potrebne igle ili anestetici. Pritisak i brzina vakuuma podešavaju se u zavisnosti od osetljivosti i tolerancije kože.
Mikrodermabrazija se često upoređuje sa osećajem lizanja mačke koja čisti svoju kožu - grube ali nežne teksture. Tipične tretman mikrodermabrazije može trajati od 5 do 60 minuta. Nakon tretmana  nije potrebno vreme za oporavak tako da se većina osoba odmah vraća svojim dnevim aktivnostima. Kreme za šminku i neiritirajuće kreme obično se mogu nanositi u roku od nekoliko sati ili odmah nakon mikrodermabrazije. Pošto nakon mikrodermoabrazije postoji manja osetljivost kože, treba izvesno vreme izbegavati upotrebu iritirajući proizvodi poput glikolne kiseline, alfa hidroksidne kiseline, retinoidni proizvodi ili mirisne kreme i losioni.
Često se mikrodermabrazija naziva mikroderm (eng. Microderm). Proces je koji pomaže da se eksfolira ili privremeno ukloni nekoliko gornjih slojeva kože zvanih stratum corneum. Kao što je četkanje zuba, mikrodermabrazija pomaže nježno uklanjati „plak“ kože i ostatke kože. [Citiranje potrebno] Budući da se ljudska koža obično obnavlja u približno 30-dnevnim intervalima, poboljšanje kože mikrodermabrazijom je privremeno i potrebno je ponavljati u prosječnim intervalima od dve - četiri nedelje za dalje poboljšanje. Višestruki tretmani u kombinaciji sa kremom za sunčanje, izbegavanjem sunca i drugim kremama za negu kože daju najbolje rezultate.
Mikrodermabrazija se može izvesti kako bi se umanjila pojava površne hiperpigmentacije i foto-oštećenja, kao i umanjile sitne linije, bore, akne i plitki ožiljci od akni. Daljnja korist od mikrodermabrazije je povećana penetracija kože u druge kožne kreme i serume. Uklanjanje mrtve kože (stratum corneum epidermisa) pomoći će u prodiranju proizvoda i lekova za negu kože do 10-50%. Kontrolisani piling kože koji se pruža mikrodermabrazijom omogućiće da naneti preparati za šminkanje i samotamnjenje budu mnogo ravnomernije naneti.

### Klinički značaj
Primarni klinički značaj mikrodermabrazije leži u kozmetičkim i estetskim prednostima. To je minimalno invazivna procedura koja može ponuditi:
- izjednačen ton kože,
- sjajan ten,
- smanjen izgled tamnih mrlja i bora, sa očišćenim porama i
- poboljšanu glatkoću kože.

Takođe mikrodermabrazija poboljšava transdermalnu primenu leka omogućavajući leku slobodniju difuziju u održivoj epidermi. Smatra se da teorijske prednosti toga uključuju poboljšanu transdermalnu primenu insulina, transdermalnu primenu vitamina C, transdermalnu isporuku lidokaina i transdermalnu primenu 5-fluorouracila. Iako postoji nekoliko kliničkih ispitivanja koja su u toku sa obećavajućim rezultatima, izvodljivost upotrebe mikrodermabrazije u kliničkim okruženjima za poboljšanje transdermalne primjene lekova još uvek nije poznata.

## Indikacije
Kozmetičke indikacije
- Ožiljci (uključujući ožiljke od akni)
- Bubuljice
- Neravnomerna boja kože / izmenjena tekstura kože
- Strije
- Melazma
- Staračke promene
- Seboreična koža
- Fine bore
- Povećane pore

Transdermalni unos lekova
Pokazano je da mikrodermabrazija poboljšava transdermalno davanje lekova uklanjanjem stratum corneuma. Metode za povećanje transdermalne isporuke često ciljaju rožni sloj epiderme, jer je stratum corneum glavna barijera koja ograničava perkutanu difuziju molekula.
Pokazano je da MDA poboljšava transdermalnu primenu:
- inzulina,
- vitamina C,
- lidokaina i
- 5-fluorouracila.[18][19][20]

Iako postoji nekoliko kliničkih ispitivanja koja su u toku sa obećavajućim rezultatima, izvodljivost upotrebe MDA u kliničkim uslovima za poboljšanje transdermalne isporuke lekova još uvek nije sasvim poznata.

## Kontraindikacije
Mikrodermabrazija je kontraindikovana u području aktivne kožne infekcije, kao što su virus herpes simpleksa, virus varičela zostera, humani papiloma virus i impetigo.
Kod osoba sa kontaktnim alergijama na abrazivne kristale (alergija na aluminijum) treba koristiti drugačiji kristal ili sistem bez kristala.
Kod osoba sa poznatom istorijom hipertrofičnih ožiljaka (keloida) mikrodermabraziju terba primenjivati uz posebanu pažnju.
Rozacea i telengiektazije smatraju se relativniom kontraindikacijom za mikrodermabraziju.

## Literatura
- Kołodziejczak, A.; Wieczorek a, M. Sc.; Rotsztejn h, PhD (2019). „The assessment of the effects of the combination of microdermabrasion and cavitation peeling in the therapy of seborrhoeic skin with visible symptoms of acne punctata”. J Cosmet Laser Ther. 21 (5): 286—290. PMID 30300026. doi:10.1080/14764172.2018.1525751..
- Lloyd JR. (2001). „The use of microdermabrasion for acne: a pilot study.”. Dermatol Surg. 27 (4): 329—31. PMID 11298700. doi:10.1046/j.1524-4725.2001.00313.x.
- Alkhawam, L.; Alam, M. (2009). „Dermabrasion and microdermabrasion”. Facial Plast Surg. 25 (5): 301—10. PMID 20024871. doi:10.1055/s-0029-1243078.
- Karimipour, D. J.; Karimipour, G.; Orringer, J. S. (2010). „Microdermabrasion: An evidence-based review”. Plast. Reconstr. Surg. 125 (1): 372—7. PMID 20048628. doi:10.1097/PRS.0b013e3181c2a583.
- Lee, A. R.; Tojo, K. (1998). „Characterization of skin permeation of vitamin C: Theoretical analysis of penetration profiles and differential scanning calorimetry study”. Chem. Pharm. Bull. 46 (1): 174—7. PMID 9468650. doi:10.1248/cpb.46.174.
- Lee, W. R.; Shen, S. C.; Kuo-Hsien, W.; Hu, C. H.; Fang, J. Y. (2003). „Lasers and microdermabrasion enhance and control topical delivery of vitamin C”. J Invest Dermatol. 121 (5): 1118—25. PMID 14708614. doi:10.1046/j.1523-1747.2003.12537.x.
- Andrews S, Lee JW, Choi SO, Prausnitz MR. (2011). „Transdermal insulin delivery using microdermabrasion.”. Pharm. Res. 28 (9): 2110—8. PMC 3152630 . PMID 21499837. doi:10.1007/s11095-011-0435-4.
- Prausnitz, M. R.; Langer, R. (2008). „Transdermal drug delivery”. Nat. Biotechnol. 26 (11): 1261—8. PMC 2700785 . PMID 18997767. doi:10.1038/nbt.1504.
- Grimes, P. E. (2005 Sep). „Microdermabrasion”. Dermatol Surg. 31 (9 Pt 2): 1160—5. PMID 16176767. doi:10.1111/j.1524-4725.2005.31922. Проверите вредност парамет(а)ра за датум: |date= (помоћ)
- Salik, E.; Løvik, I.; Andersen, K. E.; Bygum, A. (новембар 2016). „Persistent Skin Reactions and Aluminium Hypersensitivity Induced by Childhood Vaccines”. Acta Derm. Venereol. 96 (7): 967—971. PMID 27068337. doi:10.2340/00015555-2432..

|  | Molimo Vas, obratite pažnju na važno upozorenje u vezi sa temama iz oblasti medicine (zdravlja). |